# 大相撲平成20年7月場所
大相撲平成20年7月場所（おおずもうへいせい20ねん7がつばしょ）は、2008年7月13日から7月27日まで愛知県体育館で開催された大相撲本場所。
幕内最高優勝は横綱・白鵬翔（15戦全勝・3場所ぶり7回目）。

## 場所前の話題など
番付発表は2008年（平成20年）6月30日。
5月場所で初の幕内優勝を果たした大関・琴欧洲の横綱昇進への挑戦が注目される。
5月場所を5勝10敗で終えて角番の千代大海の進退が注目される。
また、平成5年3月場所以来となる4人の新入幕力士が出た。

## 番付・星取表
| 東       | 成績      | 結果   | 番付   | 西       | 成績     | 結果   |
| -------- | --------- | ------ | ------ | -------- | -------- | ------ |
| 朝青龍   | 3勝3敗9休 |        | 横綱   | 白鵬     | 15戦全勝 | 優勝   |
| 琴欧洲   | 9勝6敗    |        | 大関   | 琴光喜   | 11勝4敗  |        |
| 魁皇     | 9勝6敗    |        | 大関   | 千代大海 | 9勝6敗   |        |
| 安馬     | 10勝5敗   | 技能賞 | 関脇   | 琴奨菊   | 6勝9敗   |        |
| 稀勢の里 | 6勝9敗    |        | 小結   | 豊ノ島   | 10勝5敗  | 殊勲賞 |
| 安美錦   | 6勝9敗    |        | 前頭1  | 若ノ鵬   | 4勝11敗  | 解雇   |
| 朝赤龍   | 8勝7敗    |        | 前頭2  | 北勝力   | 4勝11敗  |        |
| 普天王   | 3勝12敗   |        | 前頭3  | 栃乃洋   | 7勝8敗   |        |
| 若の里   | 5勝10敗   |        | 前頭4  | 豪栄道   | 7勝8敗   |        |
| 雅山     | 9勝6敗    |        | 前頭5  | 把瑠都   | 10勝5敗  |        |
| 豊真将   | 9勝6敗    |        | 前頭6  | 時天空   | 7勝8敗   |        |
| 露鵬     | 9勝6敗    |        | 前頭7  | 鶴竜     | 8勝7敗   |        |
| 高見盛   | 6勝9敗    |        | 前頭8  | 出島     | 6勝9敗   |        |
| 旭天鵬   | 10勝5敗   |        | 前頭9  | 岩木山   | 8勝7敗   |        |
| 玉乃島   | 7勝8敗    |        | 前頭10 | 黒海     | 5勝10敗  |        |
| 栃煌山   | 9勝6敗    |        | 前頭11 | 玉春日   | 3勝12敗  |        |
| 豪風     | 7勝8敗    |        | 前頭12 | 木村山   | 7勝8敗   |        |
| 豊響     | 10勝5敗   | 敢闘賞 | 前頭13 | 光龍     | 3勝12敗  |        |
| 土佐ノ海 | 5勝10敗   |        | 前頭14 | 栃ノ心   | 8勝7敗   |        |
| 嘉風     | 8勝7敗    |        | 前頭15 | 垣添     | 7勝8敗   |        |
| 将司     | 10勝5敗   |        | 前頭16 | 千代白鵬 | 8勝7敗   |        |

## 優勝争い
横綱昇進を懸ける大関琴欧洲が、前場所敗れた平幕安美錦に続けて敗れると、3日目には小結豊ノ島にも負けて2敗となり、早々に優勝争いから脱落、横綱昇進も白紙となった。
横綱朝青龍も初日に小結豊ノ島に敗れたが、以降は3連勝とし、持ち直したかに見えたが5日目に平幕栃乃洋に敗れた際に負傷、6日目から休場となってしまった。
優勝争いは全勝の横綱白鵬を、4日目栃乃洋に敗れた大関琴光喜、6日目関脇琴奨菊に敗れた関脇安馬が1敗で追う形となったが、9日目に琴光喜は平幕普天王、安馬は平幕若ノ鵬に敗れて共に2敗となり、全勝の白鵬とは2敗差。白鵬はその後も勝ち続け、13日目には早くも優勝決定、その後も負けることなく3場所ぶり7回目の優勝を横綱昇進以降では自身初となる全勝優勝で飾った。優勝次点は11勝4敗の琴光喜。
三賞は1横綱3大関を下した豊ノ島に殊勲賞、平幕下位で10勝を上げた豊響に敢闘賞、3大関を下し中盤まで優勝争いに絡んだ安馬に技能賞がそれぞれ贈られた。

## 各段優勝・三賞
- 幕内最高優勝　白鵬　15戦全勝（3場所ぶり7回目）
  - 殊勲賞　豊ノ島　10勝5敗（2回目）
  - 敢闘賞　豊響　10勝5敗（2回目）
  - 技能賞　安馬　10勝5敗（4回目）
- 十両優勝　武州山　12勝3敗
- 幕下優勝　里山　6勝1敗
- 三段目優勝　誉富士　7戦全勝
- 序二段優勝　亀井　7戦全勝
- 序ノ口優勝　尾崎海　7戦全勝

## トピック
- 魁皇がこの場所で幕内在位90場所目となり琴ノ若と並び歴代4位の記録となった。
- この場所の新入幕は木村山、光龍、将司、千代白鵬の4人だが、新入幕力士4人は平成5年3月場所以来であった。このうち光龍は花籠部屋唯一の幕内力士である（光龍以降新たな幕内力士は誕生しないまま、花籠部屋は平成24年5月場所後に閉鎖）。
- 場所後の8月19日に若ノ鵬が大麻所持で検挙され、2日後の8月21日に日本相撲協会を解雇された。詳しくは大相撲力士大麻問題。